# Davenportgambiet
Het Davenportgambiet is een gambiet in de opening van een schaakpartij. Het wordt ook wel het Coloradogambiet genoemd. Het behoort tot de halfopen spelen, en is een variant van de Nimzowitschverdediging. De beginzetten zijn 1.e4 Pc6 2.Pf3 f5.